# Czas przyszły prosty
Czas przyszły prosty – jeden z dwóch (obok czasu przyszłego złożonego) rodzajów gramatycznego czasu przyszłego, jeśli za kryterium podziału przyjąć liczbę wyrazów tworzących formę czasu. W czasach prostych tworzy tę formę jeden wyraz.

## Język polski
W języku polskim w czasie przyszłym prostym odmieniają się wyłącznie czasowniki aspektu dokonanego, np. napisać; czasowniki niedokonane (np. pisać) wymagają już odmiany w czasie przyszłym złożonym. Oprócz tego, specjalny wzór odmiany w czasie przyszłym prostym posiada czasownik być (będę, będziesz,... itd.).
Czas przyszły prosty w języku polskim tworzy się identycznie, jak czas teraźniejszy – formalnie rzecz biorąc, stwierdzić można, że czasowniki dokonane odmienione "w czasie teraźniejszym" (za pomocą identycznych końcówek) pełnią funkcję właśnie czasu przyszłego. Dla przykładu, czasowniki piszę i napiszę różni pod względem budowy tylko obecność przedrostka, czyniącego z tego drugiego czasownik dokonany, a jednocześnie cały wyraz nabiera funkcji czasu przyszłego. 
Wyjątkowy jest pod względem tych funkcji czasownik potrafić, który gramatycznie należy do czasowników dokonanych, a jednak jego odmienione postaci typu potrafię, potrafisz... itd. pełnią zarazem funkcję czasu teraźniejszego, jak i przyszłego (nie istnieje bowiem forma *potrafiać). Z tego powodu formy czasu przeszłego typu będę potrafić/potrafił itd. (podobnie jak i imiesłowy typu potrafiący) nie są aprobowane przez część normatywistów.
| Liczba            | Osoba             | Czasownik  |
| ----------------- | ----------------- | ---------- |
| liczba pojedyncza | 1. (ja)           | napiszę    |
| liczba pojedyncza | 2. (ty)           | napiszesz  |
| liczba pojedyncza | 3. (on, ona, ono) | napisze    |
| liczba mnoga      | 1. (my)           | napiszemy  |
| liczba mnoga      | 2. (wy)           | napiszecie |
| liczba mnoga      | 3. (oni, one)     | napiszą    |